# Jämtlands Stora Pris
Le Jämtlands Stora Pris  est une course hippique de trot attelé se déroulant au mois de juin sur l'hippodrome d'Östersund en Suède.
C'est une course internationale de Groupe II réservée aux chevaux de 5 ans et plus.
Elle se court sur la distance de 2 140 mètres" départ à l'autostart. L'allocation s'élève à 700 000 Kr.

## Palmarès depuis 2000
| Année | Vainqueur          | Pays  | Père              | Driver            | Entraîneur        | Deuxième         | Troisième         | Réd.km |
| ----- | ------------------ | ----- | ----------------- | ----------------- | ----------------- | ---------------- | ----------------- | ------ |
| 2018  | Readly Express     | Suède | Ready Cash        | Jorma Kontio      | Timo Nurmos       | Diamanten        | Trendy O.K.       | 1'10"0 |
| 2017  | Västerbo Highflyer | Suède | Look de Star      | Per Linderoth     | Daniel Redén      | Spring Erom      | On Track Piraten  | 1'11"5 |
| 2016  | Call Me Keeper     | Suède | Pine Chip         | Erik Adielsson    | Daniel Redén      | El Mago Pellini  | Nimbus C.D.       | 1'11"4 |
| 2015  | Chelsea Boko       | Suède | Chocolatier       | Örjan Kihlström   | Timo Nurmos       | El Mago Pellini  | Creatine          | 1'13"3 |
| 2014  | Mosaique Face      | Suède | Classic Photo     | Adrian Kolgjini   | Lutfi Kolgjini    | Sanity           | Oasis Bi          | 1'12"1 |
| 2013  | Bagley             | Suède | Bartali OK        | Conrad Lugauer    | Conrad Lugauer    | Sanity           | Shaq Is Back      | 1'12"9 |
| 2012  | Formula One        | Suède | Yankee Glide      | Erik Adielsson    | Stig H. Johansson | Noras Bean       | Iceland           | 1'11"9 |
| 2011  | Iceland            | Suède | Scarlet Knight    | Stefan Melander   | Stefan Melander   | Yarrah Boko      | Year In Review    | 1'11"6 |
| 2010  | Torvald Palema     | Suède | Alf Palema        | Åke Svanstedt     | Åke Svanstedt     | Beanie M.M.      | Global Investment | 1'12"1 |
| 2009  | Glen Kronos        | Suède | Enjoy Lavec       | Johnny Takter     | Lutfi Kolgjini    | Acclaim          | S.J.'s Photocopy  | 1'11"8 |
| 2008  | Finders Keepers    | Suède | Keepitinthefamily | Åke Svanstedt     | Åke Svanstedt     | Triton Sund      | Conny Nobell      | 1'13"2 |
| 2007  | Gentleman          | Suède | Gentle Star       | Thomas Uhrberg    | Kari Lähdekorpi   | Finders Keepers  | Amour Ami         | 1'13"2 |
| 2006  | Victory Tilly      | Suède | Quick Pay         | Erik Adielsson    | Stig H. Johansson | Galaxy Chip Om   | Triton Sund       | 1'13"1 |
| 2005  | Tsar d'Inverne     | Suède | Arnaqueur         | Erik Adielsson    | Robert Bergh      | Flying Herkules  | General du Lupin  | 1'14"3 |
| 2004  | Victory Tilly      | Suède | Quick Pay         | Stig H. Johansson | Stig H. Johansson | Ebbes Arnie L.J. | Picture Ås        | 1'13"5 |
| 2003  | Scarlet Knight     | Suède | Pine Chip         | Stefan Melander   | Stefan Melander   | Lass Sefyr       | Origo Giant       | 1'12"2 |
| 2002  | Victory Tilly      | Suède | Quick Pay         | Stig H. Johansson | Stig H. Johansson | Com Hector       | Hearth Boy Laday  | 1'12"7 |
| 2001  | Igor Brick         | Suède | Super Arnie       | Örjan Kihlström   | Stefan Melander   | Fridhems Ambra   | Baron Pepper      | 1'14"0 |
| 2000  | Victory Tilly      | Suède | Quick Pay         | Stig H. Johansson | Stig H. Johansson | The Bad Boy      | King Kruzer       | 1'12"7 |
| 1999  | Baron Pepper       | Suède | Barbeque          | Stig H. Johansson | Stig H. Johansson | Petit Aubiose    | The Bad Boy       | 1'13"4 |
| 1998  | Remington Crown    | Suède | Lord of All       | Robert Bergh      | Robert Bergh      | Zoogin           | Krama Käll        | 1'15"0 |
| 1997  | Zoogin             | Suède | Zoot Suit         | Åke Svanstedt     | Åke Svanstedt     | Rite On Line     | Prince R.S.       | 1'14"3 |
| 1996  | Zoogin             | Suède | Zoot Suit         | Åke Svanstedt     | Åke Svanstedt     | Prince R.S.      | Scandal Play      | 1'13"7 |
| 1995  | Zoogin             | Suède | Zoot Suit         | Åke Svanstedt     | Åke Svanstedt     | Copiad           | Rambrico          | 1'13"2 |